# Fiordo Quintupeu
El Quintupeu es un fiordo chileno ubicado en la Región de Los Lagos, en el sector este del golfo de Ancud. Es reconocido por haber sido el lugar donde se escondió la nave alemana SMS Dresden durante la Primera Guerra Mundial, hundida en 1915 en el archipiélago Juan Fernández.

## Descripción
Este fiordo se encuentra en la comuna de Hualaihué, frente al extremo sur de la isla Llancahué, en la confluencia del canal Cholgo con el fiordo Comau. Tiene una estrecha entrada y grandes cascadas con sus escarpadas paredes de hasta 600 metros de altura en donde se pueden ver alerces, de los cuales se han encontrado en las zonas más altas ejemplares de más de 3600 años, junto a coihues, tepas, ulmos y lengas y desde donde también se divisan los volcanes Yates y Hornopirén. El territorio que rodea el fiordo Quintupeu forma parte del Parque Nacional Pumalín.

### Estrechamiento del territorio chileno
Al fondo del fiordo Quintupeu se produce uno de los mayores estrechamientos del territorio emergido de Chile sobre la masa continental de América (es decir, unido directamente al resto del continente, sin cruzar brazos de mar), el cual queda limitado a solo 14,4 km de ancho, que es la distancia que separa allí la frontera argentina de las aguas marinas del seno de Reloncaví del Pacífico.

## SMS Dresden

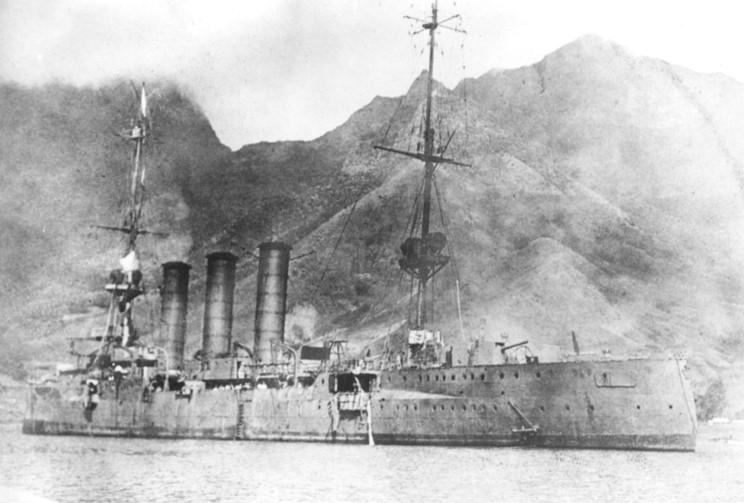
SMS Dresden.

La situación política en México en 1910 era caótica, los gobernantes eran derrocados continuamente, ante lo cual Alemania envió al crucero SMS Dresden para cautelar los intereses y la seguridad de la colonia alemana residente. En Tampico la situación era dramática e insostenible, imperaba el desorden y ante el inminente peligro de saqueo, los colonos alemanes entregaron al comandante sus joyas, dinero, oro y objetos de valor, iniciativa a la que se unieron otras familias de extranjeros como también personajes mexicanos adinerados, todo debía ser puesto a resguardo en un banco al regreso del Dresden a Alemania. El tesoro quedó en una caja bajo la custodia del comandante de la nave.
La nave navegaba rumbo a Alemania cuando estalló la Primera Guerra Mundial, en agosto de 1914. El comandante recibió la orden de efectuar la guerra de corso en el Atlántico y, posteriormente, dirigirse a Isla de Pascua para integrarse a la escuadra del almirante Maximilian von Spee. En noviembre el escuadrón de cruceros alemanes derrotó a una escuadra inglesa a 41 millas del puerto de Coronel en Chile y esta misma fuerza, al incursionar en el Atlántico, fue completamente derrotada por otra escuadra inglesa en las Islas Malvinas, salvándose solamente el Dresden. El Dresden sufrió múltiples averías en el combate de Las Malvinas; se ocultó en los canales patagónicos del sur de Chile donde fue ayudado y aprovisionado por el ciudadano alemán Albert Pagels, que residía en Punta Arenas.
Aconsejado por Harry Rothenburg, la nave puso rumbo fiordo Quintupeu cerca de Puerto Montt. El 6 de febrero de 1915, al atardecer, llegó a destino el averiado Dresden, con las máquinas quejándose y rechinando. Allí la nave terminó su reparación y continuó su navegación hacia el norte debiendo fondear en la isla Robinson Crusoe, pues ya no tenía carbón para sus calderas. Finalmente, fue localizado por varios buques de guerra ingleses y fue hundido en bahía Cumberland.
Uno de los testigos presenciales afirmó:

Entre los miembros de la colonia alemana de Puerto Montt se comenta que varios de sus antepasados que estuvieron a bordo del crucero mientras estuvo fondeado en Quintupeu, contaban que el último día, antes del zarpe, desde el buque arrojaron un cajón grande al mar y que éste podría haber contenido el tesoro de Tampico. Durante muchos años pescadores y buzos recorrieron el fiordo, pero no encontraron nada.
Albert Pagels

Quintupeu es un bellísimo fiordo, solitario, con una estrecha entrada de no más de un cable de ancho, con un saco de tres millas y un ancho de media milla, rodeado de acantilados de unos 600 metros de alto cubiertos de profusa vegetación, útil para abastecer las calderas del buque y una cascada de purísima agua. El 6 de febrero de 1915, al atardecer, llega hasta aquí el averiado Dresden, con las máquinas quejándose y rechinando..." "...Todo se hizo con mucho sigilo para no perjudicar ni al Dresden ni a los alemanes que ayudaron......Recuerdo perfectamente haber escuchado decir entonces y posteriormente, que al salir el buque de Quintupeu, dejó una balsa con grandes focos encendidos a batería, simulando que continuaba allí para despistar a los agentes del bando contrario que hubieran descubierto el escondite...
Wilhelm Canaris

## Coral de agua fría
La Fundación Huinay, que opera desde el vecino fiordo Cahuelmó, ha declarado la presencia de corales de agua fría en las aguas de los fiordos Comau y Reñihué (incluyendo Quintupeu, Cahuelmó y la isla Lilihuapi), considerándolos áreas de referencia científica. Para el caso de los corales endémicos de aguas frías Caryophyllia huinayensis y Tethocyathus endesa, se trata de los únicos registros de éstos corales escleractínios en el Pacífico Sur Oriental.
Expertos mencionan que algunos son considerados fósiles vivientes. El coral de piedra (Desmophyllum dianthus), es una especie que si bien no es exclusiva de Chile, solo es posible encontrarla en abundancia a nivel superficial en fiordos como el Quintupeu, Reñihué y Cahuelmó. Este coral es usualmente una especie de aguas profundas, factible de hallar a más de mil metros de profundidad, pero en estos fiordos se puede encontrar esta especie a solo 20 metros, por lo que se puede bucear para estudiarlo. El coral de piedra es una especie solitaria, que no construye arrecifes y que, como el resto de los corales de agua fría, depende de la captura de plancton para alimentarse. Esto lo diferencia de los corales tropicales, que tienen un alga fotosintética al interior de sus tejidos, por lo que necesitan luz solar y condiciones cálidas para sobrevivir. El coral de piedra, sin esta alga, puede vivir casi en cualquier lugar: en el océano profundo (bajo seis mil metros), en regiones polares y en fiordos de aguas frías.
Los corales son parte irremplazable del ecosistema: forman hábitat al fondo del océano, creando hogares para muchos otros animales, donde pueden descansar, comer y reproducirse. Además, son parte importante del ciclo de vida de especies comerciales de peces y cangrejos. Estos corales de agua fría son frágiles.Viven en condiciones más ácidas que los corales regulares y cualquier cambio a través del calentamiento o acidificación podría llevarlos al extremo de lo que ellos son capaces de resistir.
Actualmente, el coral de estos fiordos, incluido el Quintupeu, está clasificado como «casi amenazado» y hay estudios en curso para entender los daños producidos por el cambio climático u otras razones antropogénicas (como la extracción para artesanías, pesca y la salmonicultura).

## Literatura
La novela histórica Señales del Dresden, del escritor Martín Pérez Ibarra, narra la estadía en el fiordo Quintupeu del barco germano y su posterior hundimiento en bahía Cumberland.